# Acacia meiosperma
Acacia meiosperma — вид квіткових рослин з родини бобових. Ареал: Австралія (Квінсленд).

## Середовище
Він ендемічний для невеликої обмеженої території в Квінсленді, розташованої приблизно за 40 км на південний схід від Чиллаго, де його можна знайти в чистих насадженнях, що ростуть на рівнинах і схилах у неглибоких кам'янистих ґрунтах.

## Біоморфологічна характеристика
Це кущ або дерево зазвичай досягає максимальної висоти від 2 до 3 метрів і має голі й кутасті, смолисті гілочки. Зазвичай голі філодії мають нерівнобічну вузькоеліптичну форму, прямі або злегка зігнуті, у довжину від 7 до 12,5 см і ширину від 2 до 3 см, мають від трьох до п'яти видатних жилок і багато тонких жилок. Суцвіття в групах від одного до чотирьох у пазухах, з квітковими колосками довжиною від 1,5 до 3,5 см, укомплектованими квітками золотистого кольору. Голі стручки мають стиснуто-лінійну форму завдовжки до 8 см і вшир ≈ 3 мм, нечітко поздовжньо-ребристі. Насіння коричневого кольору з глянцевою корою має жовтий центр і довгасту форму завдовжки від 3 до 4 мм.